# Acropimpla aspera
Acropimpla aspera là một loài tò vò trong họ Ichneumonidae.